# Бердичівський проїзд
 Бердичівський проїзд  — проїзд в Корольовському районі Житомира. Назву має від міста Бердичів, біля шляху до котрого знаходиться.

## Історія
Попередня назва проїзду — 2-й Базарний провулок. Рішенням сесії Житомирської міської ради від 28 березня 2008 року № 583 «Про затвердження назв топонімічних об'єктів у місті Житомирі» для об'єкту було затверджено назву Бердичівський проїзд.